# معتمدية الوردية

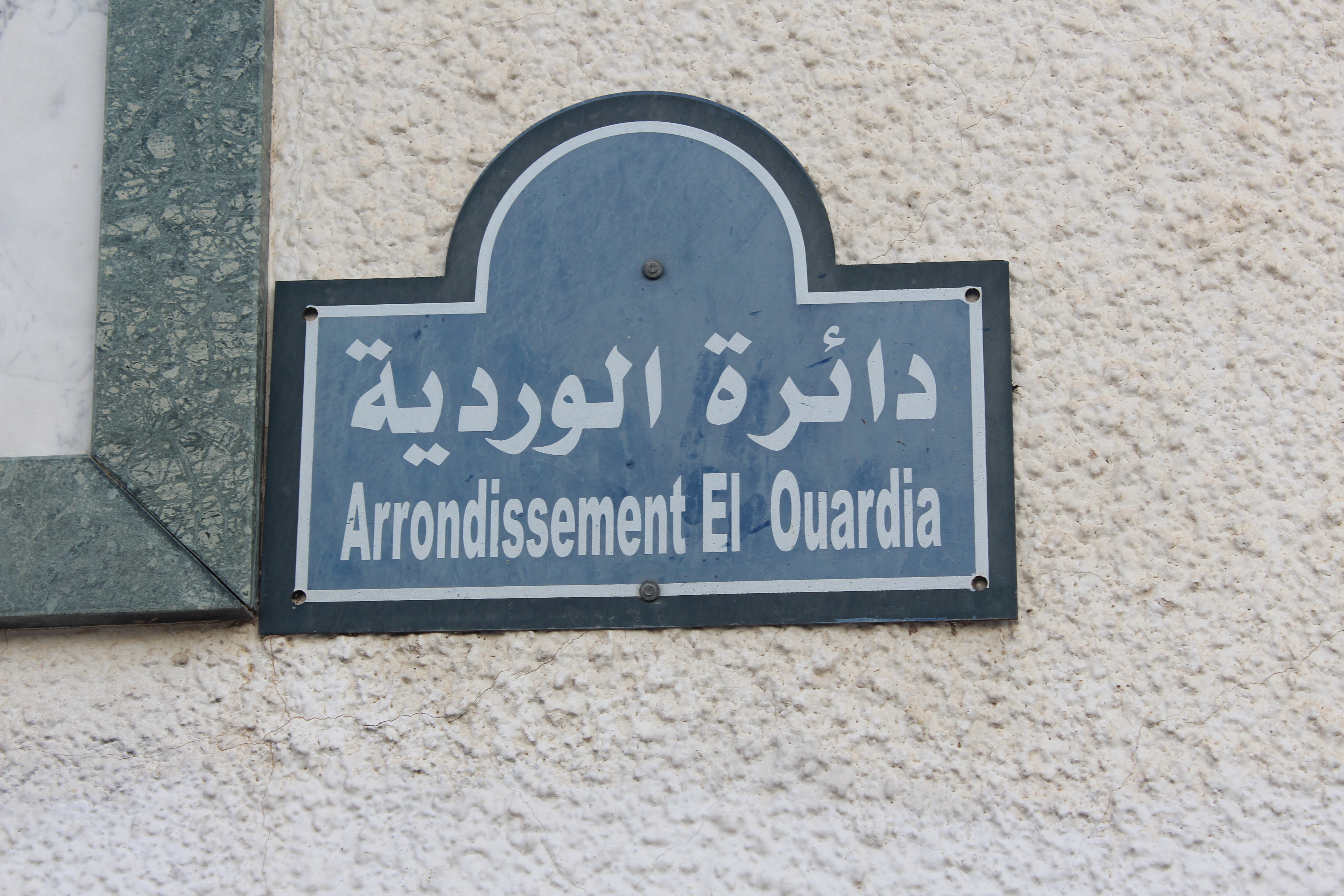
لوحة حائطية تشير إلى معتمدية الوردية

معتمدية الوردية إحدى معتمديات الجمهورية التونسية، تابعة لولاية تونس.

### مواضيع ذات علاقة
- ولاية تونس.